# Cuboemiottaedro
In geometria, un cuboemiottaedro, talvolta indicato anche come allelotetratetraedro, è un poliedro stellato uniforme, e in particolare un emipoliedro, avente 10 facce - 6 quadrate e 4 esagonali - 24 spigoli e 12 vertici.

## Proprietà
La figura al vertice di questo poliedro, che viene spesso indicato con il simbolo U15, è un quadrilatero incrociato.

Utilizzando la notazione di Wythoff, il cuboemiottaedro può essere indicato come "4/3 4 | 3", mentre il suo diagramma di Coxeter-Dynkin è .
Come detto, il cuboemiottaedro appartiene all'insieme degli emipoliedri, ossia poliedri stellati uniformi aventi alcune delle facce passanti per il proprio centro e così chiamati perché in essi tali facce formano un gruppo contenente la metà degli stessi elementi presenti in un poliedro regolare e disposti come in esso, da cui il prefisso "emi-". In particolare, nel cuboemiottaedro tale gruppo è formato dalle sue quattro facce esagonali, tutte passanti per il suo centro, che, poiché si intersecano, risultano visivamente divise in triangoli.

## Poliedri correlati
Il cuboemiottaedro ha gli stessi vertici e gli stessi spigoli di un cubottaedro, con cui ha in comune anche la disposizione delle facce quadrate, e di un ottaemiottaedro,  con cui ha in comune anche la disposizione delle facce esagonali.
| Cubottaedro          | Cubottaedro           | Cuboemiottaedro | Ottaemiottaedro      | Ottaemiottaedro       |
| Simmetria ottaedrica | Simmetria tetraedrica | Cuboemiottaedro | Simmetria ottaedrica | Simmetria tetraedrica |
| -------------------- | --------------------- | --------------- | -------------------- | --------------------- |
|                      |                       |                 |                      |                       |
| 2 \| 3 4             | 3 3 \| 2              | 4/3 4 \| 3      |                      | 3/2 3 \| 3            |
|                      |                       |                 |                      |                       |

### Tassellatura tetraesagonale
Il cuboemiottaedro può essere visto come uno sviluppo sulla tassellatura tetraesagonale iperbolica avente figura al vertice 4.6.4.6.

### Esaemiottacrono
L'esaemiottacrono è il duale del cuboemiottaedro, nonché uno dei nove emipoliedri duali esistenti.
Poiché gli emipoliedri hanno facce passanti per il loro centro, i loro duali hanno vertici posti all'infinito, e più precisamente all'infinito sul piano proiettivo reale. Nella sua opera "Dual Models", Magnus Wenninger rappresenta tali figure come prismi intersecanti, ognuno dei quali si estende all'infinito verso il vertice stesso, così da mantenere la simmetria. Nella comune rappresentazione i prismi costituenti il modello vengono per comodità tagliati a un certo punto della loro altezza. Wenninger ha suggerito di inserire queste nuove figure in una nuova classe di solidi generati per stellazione, chiamati "stellazioni all'infinito". Tuttavia egli ha anche affermato che, strettamente parlando, tali figure non sarebbero in effetti poliedri poiché la loro costruzione non risulta conforme alle comuni definizioni.
Topologicamente, si considera che l'esaemiottacrono, che visivamente appare identico all'ottaemiottacrono, contenga dodici vertici, quattro dei quali sono considerati all'infinito (sul piano proiettivo reale all'infinito) e corrispondono direzionalmente ai quattro vertici di un emicubo, un poliedro astratto.